# 神奈川トヨタ自動車
神奈川トヨタ自動車株式会社（かながわトヨタじどうしゃ）は、神奈川県横浜市神奈川区栄町に本社を置くトヨタ自動車のディーラー。トヨタモビリティ神奈川の屋号で店舗展開している。

## 沿革
- 1939年1月 - 神奈川トヨタ販売株式会社設立
- 1948年7月 - 神奈川トヨタ自動車株式会社に商号変更
- 1961年6月 - パブリカ横浜株式会社（後のトヨタパブリカ横浜株式会社→トヨタカローラ横浜株式会社）設立
- 1964年10月 - 神奈川区栄町に本社移転
- 1966年7月 - 株式会社トヨタレンタカーサービス神奈川（後の株式会社トヨタレンタリース神奈川）設立
- 1968年2月 - トヨタオート横浜株式会社（後のネッツトヨタ横浜株式会社）設立
- 1979年9月 - トヨタビスタ神奈川株式会社（後のネッツトヨタ湘南株式会社）設立
- 1992年4月 - 輸入車専売店DUO開業
- 1996年2月 - 現本社myX（マイクス）ビル竣工
- 1996年3月 - 総合アウトドアショップ GOOD OPEN AIRS myX（グッドオープンエアズマイクス）開業
- 2005年8月 - レクサス開業
- 2007年12月 - 事業会社としての（新）神奈川トヨタ自動車株式会社を設立
- 2008年4月 - （旧）神奈川トヨタ自動車株式会社は株式会社KTグループに商号変更し持株会社体制へ移行
- 2018年7月 - 全店で中古車の販売を開始
- 2020年5月 - 神奈川トヨタ自動車株式会社がトヨタカローラ横浜株式会社・ネッツトヨタ横浜株式会社・ネッツトヨタ湘南株式会社の3社を吸収合併し「トヨタモビリティ神奈川」の屋号で営業開始、各新車販売店舗名を「トヨタモビリティ神奈川○○店」に改称[1][2]